# Championnat de France féminin de football 1994-1995
Navigation
Édition précédente Édition suivante
Le National 1A 1994-1995  est la 21e édition du championnat de France féminin de football. Le premier niveau national du championnat féminin oppose douze clubs français en une série de vingt-deux rencontres jouées durant la saison de football. Les trois dernières places du championnat sont synonymes de relégation en Nationale 1B.
Lors de l'exercice précédent, le Toulouse OAC, l'US Orléans et le Paris SG, ont gagné le droit d'évoluer dans cette compétition à l'issue de la saison de National 1B.
À l'issue de la saison, le FC Lyon décroche le troisième titre de champion de France de son histoire dans un championnat très serré puisque seulement six points séparent le vainqueur du sixième. Dans le bas du classement, l'US Orléans, le FCF Condéen, et le Paris SG, sont relégués.
| \| FC Lyon FCF Juvisy Toulouse OAC ASJ Soyaux I Saint-Brieuc SC VGA Saint-Maur I ASPTT Strasbourg0 FCF Hénin-Beaumont Poissy JSF US Orléans FCF Condéen — Paris SG \| Localisation des clubs engagés dans le championnat. |
| FC Lyon FCF Juvisy Toulouse OAC ASJ Soyaux I Saint-Brieuc SC VGA Saint-Maur I ASPTT Strasbourg0 FCF Hénin-Beaumont Poissy JSF US Orléans FCF Condéen — Paris SG                                                           |

## Participants
Ce tableau présente les douze équipes qualifiées pour disputer le championnat 1994-1995. On y trouve le nom des clubs, la date de création du club, l'année de la dernière montée au sein de l'élite, leur classement de la saison précédente, le nom des stades ainsi que la capacité de ces derniers.
Légende des couleurs
- Champion de National 1A la saison précédente.
- Promu de National 1B.

| Nom du club        | Date de création | Dernière montée | Classement 1993-1994 | Stade                  | Capacité | Victoires en championnat |
| ------------------ | ---------------- | --------------- | -------------------- | ---------------------- | -------- | ------------------------ |
| FCF Juvisy         | 1971             | 1986            | 1                    | Stade Georges Maquin   | 2 000    | 2                        |
| FC Lyon            | 1970             | 1978            | 2                    | Plaine de Gerland      | 2 200    | 2                        |
| ASPTT Strasbourg   | -                | 1984            | 3                    | -                      | -        | /                        |
| ASJ Soyaux         | 1968             | -               | 4                    | Stade Léo Lagrange     | 4 800    | 1                        |
| FCF Hénin-Beaumont | 1972             | -               | 5                    | Stade Raymonde Delabre | 500      | /                        |
| Poissy JSF         | -                | 1983            | 6                    | -                      | -        | /                        |
| Saint-Brieuc SC    | 1973             | -               | 7                    | Stade Fred-Aubert      | 13 500   | 1                        |
| VGA Saint-Maur     | 1968             | -               | 8                    | Stade Adolphe-Chéron   | 3 500    | 6                        |
| FCF Condéen        | 1978             | 1981            | 9                    | Stade Robert Gossart   | -        | /                        |
| Toulouse OAC       | 1980             | 1994            | N1B                  | Stade de la Ramée      | 3 000    | /                        |
| US Orléans         | -                | 1994            | N1B                  | -                      | -        | /                        |
| Paris SG           | 1971             | 1994            | N1B                  | Stade Georges Lefevre  | 3 500    | /                        |

## Compétition

### Classement
Le classement est calculé avec le barème de points suivant : une victoire vaut deux points, le match nul un et la défaite zéro.
Critères de départage en cas d'égalité au classement :
1. classement aux points des matchs joués entre les clubs ex æquo ;
2. différence entre les buts marqués et les buts concédés par chacun d’eux au cours des matchs qui les ont opposés ;
3. différence entre les buts marqués et les buts concédés sur la totalité des matchs joués dans le championnat ;
4. plus grand nombre de buts marqués sur la totalité des matchs joués dans le championnat ;
5. en cas de nouvelle égalité, une rencontre supplémentaire aura lieu sur terrain neutre avec, éventuellement, l’épreuve des tirs au but.

| Rang | Équipe             | Pts | J  | G  | N | P  | Bp | Bc  | Diff |
| ---- | ------------------ | --- | -- | -- | - | -- | -- | --- | ---- |
| 1    | FC Lyon            | 34  | 22 | 15 | 4 | 3  | 60 | 15  | +45  |
| 2    | Toulouse OAC P     | 32  | 22 | 14 | 4 | 4  | 55 | 21  | +34  |
| 3    | FCF Juvisy T       | 32  | 22 | 14 | 4 | 4  | 68 | 18  | +50  |
| 4    | Saint-Brieuc SC    | 30  | 22 | 13 | 4 | 5  | 54 | 26  | +28  |
| 5    | FCF Hénin-Beaumont | 29  | 22 | 12 | 5 | 5  | 54 | 24  | +30  |
| 6    | ASJ Soyaux         | 28  | 22 | 11 | 6 | 5  | 42 | 30  | +12  |
| 7    | VGA Saint-Maur     | 23  | 22 | 10 | 3 | 9  | 29 | 22  | +7   |
| 8    | ASPTT Strasbourg   | 17  | 22 | 6  | 5 | 11 | 43 | 33  | +10  |
| 9    | Poissy JSF         | 11  | 22 | 5  | 4 | 13 | 23 | 51  | -28  |
| 10   | US Orléans P       | 9   | 22 | 4  | 4 | 14 | 24 | 61  | -37  |
| 11   | FCF Condéen        | 7   | 22 | 2  | 3 | 17 | 17 | 107 | -90  |
| 12   | Paris SG P         | 6   | 22 | 2  | 2 | 18 | 16 | 77  | -61  |

|  | Relégué en National 1B. |
|  | T Tenant du titre. P Promu de National 1B. Pts points ; G victoires ; N match nuls ; P défaites Bp buts marqués ; Bc buts encaissés ; Diff différence de buts |

Nota :
1. 1 2  Le Poissy JSF et l'US Orléans se voient retirer 3 points pour ne pas avoir d'équipe de jeunes.

### Résultats
Source : Erik Garin et Hervé Morard, « France - List of Women Final Tables », sur rsssf.com
| Résultats (▼dom., ►ext.)                                   | Con  | Hén | Juv  | Lyo | Orl | Par | Poi | Soy | S-B | S-M | Str | Tou |
| FCF Condéen                                                |      | 0-4 | 0-10 | 0-4 | 3-0 | 0-0 | 1-2 | 0-6 | 0-5 | 1-3 | 0-5 | 1-5 |
| FCF Hénin-Beaumont                                         | 2-1  |     | 0-1  | 1-2 | 1-1 | 9-1 | 6-0 | 1-2 | 0-0 | 4-0 | 2-0 | 3-3 |
| FCF Juvisy                                                 | 11-0 | 3-0 |      | 2-3 | 5-0 | 2-1 | 5-1 | 2-2 | 1-1 | 0-1 | 3-1 | 1-3 |
| FC Lyon                                                    | 8-0  | 6-1 | 0-0  |     | 6-0 | 5-0 | 2-1 | 2-3 | 0-1 | 1-0 | 0-0 | 1-1 |
| US Orléans                                                 | 3-3  | 0-3 | 1-3  | 1-3 |     | 1-2 | 2-2 | 1-1 | 1-4 | 0-2 | 3-0 | 0-7 |
| Paris SG                                                   | 4-2  | 0-4 | 0-1  | 1-3 | 0-3 |     | 0-2 | 0-2 | 0-0 | 1-5 | 0-6 | 0-1 |
| Poissy JSF                                                 | 2-3  | 0-2 | 0-6  | 2-0 | 2-0 | 3-1 |     | 1-3 | 1-3 | 0-0 | 0-2 | 0-2 |
| ASJ Soyaux                                                 | 2-2  | 1-1 | 0-4  | 0-5 | 3-1 | 4-0 | 3-0 |     | 3-0 | 0-1 | 1-1 | 3-2 |
| Saint-Brieuc SC                                            | 9-0  | 1-3 | 0-5  | 1-1 | 7-2 | 7-2 | 4-1 | 4-1 |     | 1-0 | 1-3 | 0-1 |
| VGA Saint-Maur                                             | 5-0  | 0-1 | 0-0  | 0-1 | 0-1 | 4-2 | 3-0 | 1-0 | 0-2 |     | 1-1 | 0-1 |
| ASPTT Strasbourg                                           | 10-0 | 0-4 | 2-3  | 0-4 | 1-2 | 7-0 | 2-2 | 1-1 | 0-1 | 1-2 |     | 0-1 |
| Toulouse OAC                                               | 7-0  | 2-2 | 2-0  | 0-3 | 3-1 | 6-1 | 1-1 | 0-1 | 1-2 | 4-1 | 2-0 |     |
| - Victoire à domicile - Match nul - Victoire à l'extérieur |      |     |      |     |     |     |     |     |     |     |     |     |

## Bilan de la saison
| Championnat de France féminin de football 1994-1995 |                        |
| Champion                                            | FC Lyon (3e titre)     |
| Dauphin                                             | Toulouse OAC           |
| Promotions et relégations                           |                        |
| Promus en National 1A                               | Caluire SCSC           |
| Promus en National 1A                               | Saint-Memmie Olympique |
| Promus en National 1A                               | US Mans                |
| Relégués en National 1B                             | US Orléans             |
| Relégués en National 1B                             | FCF Condéen            |
| Relégués en National 1B                             | Paris SG               |